# Communauté de communes des Deux Sarres
Die Communauté de communes des Deux Sarres ist ein ehemaliger französischer Gemeindeverband mit der Rechtsform einer Communauté de communes im Département Moselle in der Region Grand Est. Sie wurde am 11. Dezember 1998 gegründet und umfasste 19 Gemeinden. Der Verwaltungssitz befand sich im Ort Lorquin.

## Historische Entwicklung
Mit Wirkung vom 1. Januar 2017 fusionierte der Gemeindeverband mit
- Communauté de communes Sarrebourg Moselle Sud (vor 2017),
- Communauté de communes de la Vallée de la Bièvre,
- Communauté de communes du Pays des Étangs sowie
- Communauté de communes de l’Étang du Stock

und bildete so die Nachfolgeorganisation Communauté de communes Sarrebourg Moselle Sud. Trotz der Namensgleichheit handelt es sich um eine Neugründung mit anderer Rechtspersönlichkeit.

## Mitgliedsgemeinden
1. Abreschviller
2. Aspach
3. Barchain
4. Fraquelfing
5. Hattigny
6. Héming
7. Hermelange
8. Lafrimbolle
9. Landange
10. Laneuveville-lès-Lorquin
11. Lorquin
12. Métairies-Saint-Quirin
13. Neufmoulins
14. Niderhoff
15. Nitting
16. Saint-Quirin
17. Turquestein-Blancrupt
18. Vasperviller
19. Voyer